# Vogal aberta

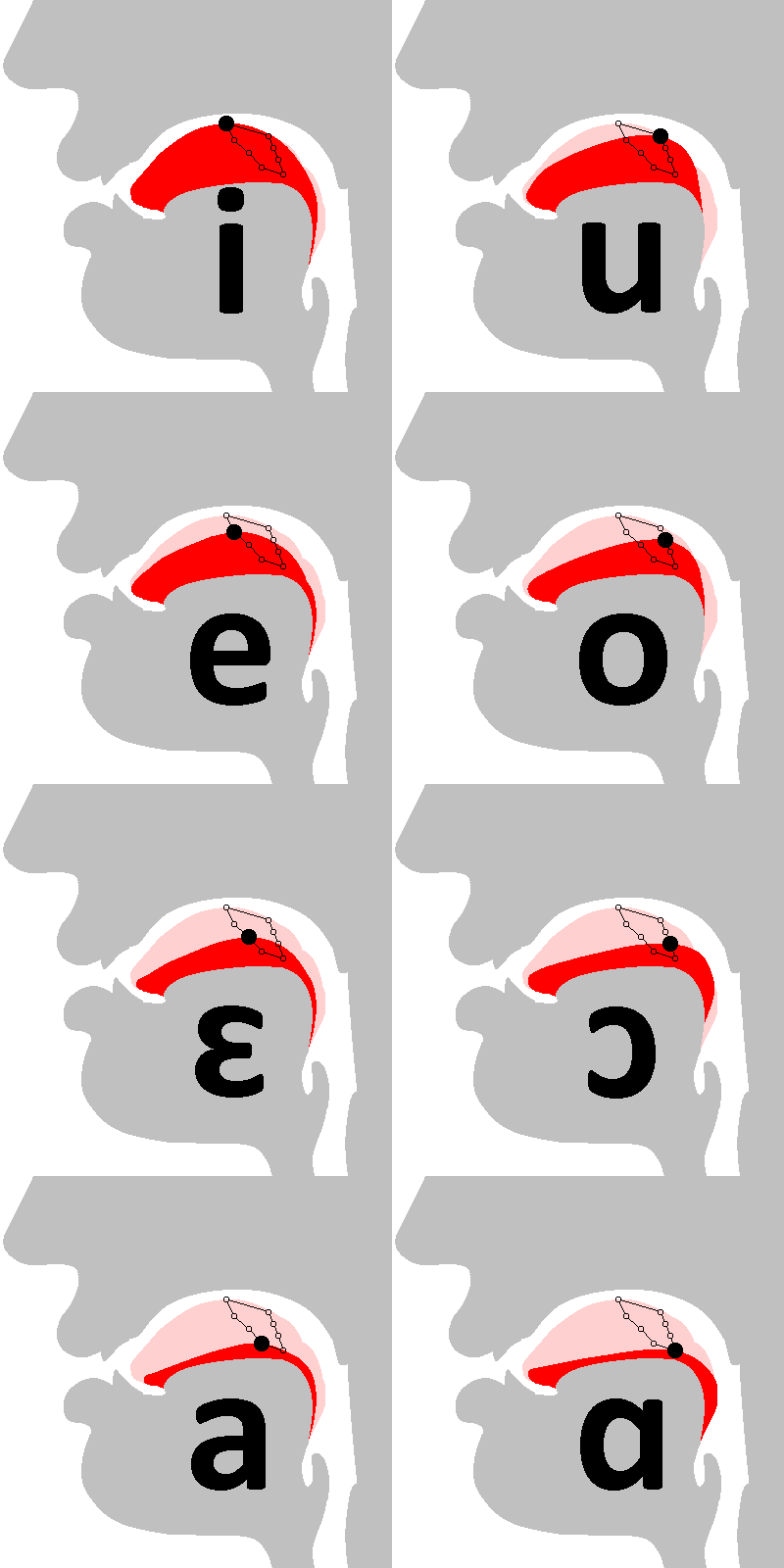
Articulação da língua (vogais).

Uma vogal aberta é uma vogal que é pronunciada com a língua na posição de abaixamento, ou seja, longe do céu da boca, abrindo-se o canal bucal para a passagem do ar.
As vogais abertas são representadas de acordo com o Alfabeto Fonético Internacional por:
- /a/, vogal anterior aberta não arredondada;
- /ɶ/, vogal anterior aberta arredondada;
- /ɑ/, vogal posterior aberta não arredondada;
- /ɒ/, vogal posterior aberta arredondada.

## Vogal anterior aberta não arredondada
Essa vogal é caracterizada por articular a língua na parte mais anterior bucal e o mais distante possível do céu da boca. Os lábios, por sua vez, não se arredondam para pronunciá-la.
| Idioma    | Palavra | Tradução |
| --------- | ------- | -------- |
| Inglês    | hat     | chapéu   |
| Português | casa    | casa     |
| Francês   | patte   | pata     |

## Vogal anterior aberta arredondada
Essa vogal é caracterizada por articular a língua na parte mais anterior bucal e o mais distante possível do céu da boca. Os lábios, por sua vez, se arredondam para pronunciá-la.
| Idioma      | Palavra | Tradução |
| ----------- | ------- | -------- |
| Bávaro      | seil    | corda    |
| Dinamarquês | børn    | criança  |
| Francês     | honneur | honra    |

## Vogal posterior aberta não arredondada
Essa vogal é caracterizada por articular a língua na parte mais posterior bucal e o mais distante possível do céu da boca. Os lábios, por sua vez, não se arredondam para pronunciá-la.
| Idioma   | Palavra | Tradução |
| -------- | ------- | -------- |
| Holandês | bad     | banho    |
| Armênio  | pal     | pau      |
| Catalão  | mà      | mão      |

## Vogal posterior aberta arredondada
Essa vogal é caracterizada por articular a língua na parte mais posterior bucal e o mais distante possível do céu da boca. Os lábios, por sua vez, se arredondam para pronunciá-la.
| Idioma      | Palavra | Tradução |
| ----------- | ------- | -------- |
| Africaner   | daar    | lá       |
| Dinamarquês | bot     | osso     |
| Inglês      | knot    | nó       |